# Столбовской сельский совет
Столбовской сельский совет (укр. Стовпівська сільська рада, крымскотат. Quruvlı köy şurası) — согласно законодательству Украины — административно-территориальная единица в Сакском районе Автономной Республики Крым.
Население сельсовета по переписи 2001 года — 1630 человек, площадь — 98 км².
К 2014 году состоял из 3 сёл:
- Столбовое
- Лушино

## История
Столбовской сельский совет был создан в 1978 году. С 12 февраля 1991 года сельсовет в восстановленной Крымской АССР, 26 февраля 1992 года переименованной в Автономную Республику Крым. С 21 марта 2014 года — аннексирован Россией. Законом «Об установлении границ муниципальных образований и статусе муниципальных образований в Республике Крым» от 4 июня 2014 года территория административной единицы была объявлена муниципальным образованием со статусом сельского поселения.